# Lillkyrka
Lillkyrka è un'area urbana della Svezia situata nel comune di Enköping, contea di Uppsala.
La popolazione risultante dal censimento 2010 era di 301 abitanti.